# MTV Live (Europa)
MTV Live (hasta septiembre de 2021, MTV Live HD) es un canal de televisión de música europeo, que inició sus emisiones el 1 de julio de 2011 en sustitución del anterior MTVNHD, y en coincidencia con la renovación de los canales MTV alrededor del mundo. Es un canal musical alternativo con transmisión durante las veinticuatro horas, operado por Paramount Networks EMEAA. Es propiedad de Paramount International Networks, filial de Paramount Global, y está disponible en numerosos en países de Europa, Latinoamérica, Oriente Medio, África del Norte y Asia.

## Historia
El 15 de septiembre de 2008, MTV Networks estrenó MTVNHD (MTV Networks High Definition), un canal con programación musical y de entretenimiento en HD. Está disponible en numerosos países en América y Europa. 
MTVNHD ofrecía un compilado de programación de MTV, VH1 y Nickelodeon. El canal está hospedado en los estudios de MTV Networks International en Varsovia (Polonia). Está disponible solo en inglés y con una programación basada únicamente en shows originales y comprados (enlatados).
En 2011, con la renovación del logo de MTV, MTVNHD cambió de nombre, pasando a llamarse MTV Live HD y dejaron de emitirse los contenidos de Nickelodeon, al crearse Nickelodeon HD.
El 14 de septiembre de 2021, junto con el relanzamiento de MTV a nivel mundial, el canal renueva su imagen y cambia de nombre a "MTV Live"
El 1 de septiembre del 2022, reemplazó a la señal de MTV en Asia. Y además incluye nuevos programas.

## Programación
- Hot Right Now!
- HD Hits!
- MTV Rewind
- MTV Live Top 20
- _____VS____VS____
- MTV World Stage
- MTV Asks
- The RockZone!
- Hot Stop: Artist
- The Show

## Logotipos

2011-2013
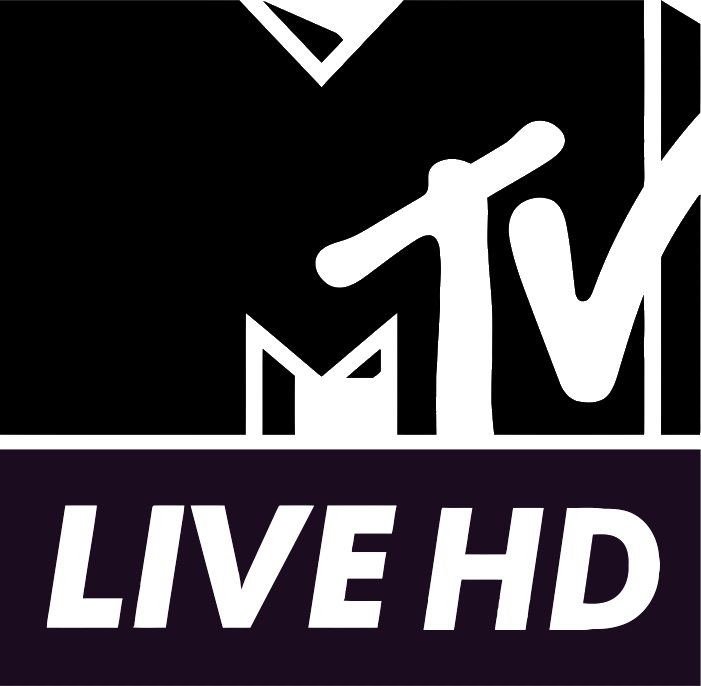
2013-2017
2017-2021
Desde 2021